# 서비스형 데이터
서비스형 데이터(Data as a Service, DaaS)는 데이터 웨어하우스에서 데이터를 관리하거나 비즈니스 인텔리전스를 사용하여 데이터를 분석하는 등 데이터 작업에 사용되는 클라우드 기반 소프트웨어 도구이다. 이는 SaaS(서비스형 소프트웨어)를 통해 활성화된다. 모든 "서비스형"(aaS) 기술과 마찬가지로 DaaS는 공급자와 소비자 간의 지리적 또는 조직적 분리에 관계없이 데이터 제품을 사용자에게 온디맨드로 제공할 수 있다는 개념을 기반으로 한다. SOA(서비스 지향 아키텍처)와 API의 광범위한 사용으로 인해 데이터가 상주하는 플랫폼이 무의미해졌다.
비즈니스 모델로서의 서비스로서의 데이터는 둘 이상의 조직이 가치 있는 것을 대가로 기계 판독 가능 데이터를 구매, 판매 또는 거래하는 개념이다.

## 같이 보기
- 클라우드 데이터베이스
- 서비스형